# Francis Richard Stephenson
F. Richard Stephenson (* 26. April 1941) ist ein britischer Geophysiker und Astronom.

## Leben
F. Richard Stephenson begann sein Studium an der University of Durham und schloss dort mit einem Bachelor in Physik ab. Seinen Master in Geophysic machte er 1964 an der Newcastle University.
1972 machte Stephenson seinen Abschluss als Ph.D. in Geophysik an der Newcastle University zum Thema Some Geophysical, Astrophysical and Chronological Deductions from Early Astronomical Records, ein Thema, das ihn seine ganze Universitätslaufbahn begleiten sollte. Er arbeitete im Anschluss als Fellow, zunächst für das Early Grey Memorial Fellowship und von 1975 bis 1979 als Leverhulme Research Associate. Von 1979 bis 1982 wechselte er zur University of Liverpool. 1982 erhielt er seinen Doktortitel in Astronomie. Seit 1982 arbeitete er an der University of Durham und war dort von 1996 bis zu seiner Emeritierung im Jahre 2004 Professor am Institut für Physik.

## Arbeitsgebiete
Seine Forschung konzentriert sich auf Aspekte der angewandten historischen Astronomie, insbesondere die Auswertung alter astronomischer Beobachtungen als Beitrag zu aktuellen astronomischen und geophysikalischen Fragestellungen. Diese umfassen beispielsweise die langfristigen Schwankungen der Erdrotation,  historische Supernovae, die Veränderungen im Bahnverlauf des Halleyschen Kometen sowie historische Schwankungen der Sonnenaktivität. Begleitend entstanden Untersuchungen zur Geschichte ostasiatischer Sternkarten und zur Genauigkeit präteleskopischer astronomischer Beobachtungen.

## Ehrungen
Im Laufe seiner Karriere erhielt er mehrere Ehrungen. So wurde er 1982 mit der DSc Astronomy der Newcastle University ausgezeichnet. 1992 erhielt er von der Royal Astronomical Society die Jackson-Gwilt-Medaille und von der Worshipful Company of Clockmakers die Tompion Gold Medal. im gleichen Jahr erhielt er auch den Titel Freeman of London. 2003 wurde er zum Mitglied der Academia Europaea gewählt. 2004 wurde der Asteroid (10979) Fristephenson nach ihm benannt. 2014 erhielt er als 9. Preisträger den LeRoy E. Doggett Prize for Historical Astronomy der American Astronomical Society.

## Veröffentlichungen (Auswahl)
Bücher
- Historical Eclipses and Earth's Rotation. Cambridge University Press, Cambridge 1997, ISBN 0-521-46194-4.
- mit D. A. Green: Historical Supernovae and their Remnants. Oxford University Press, Oxford 2002, ISBN 978-0-19-850766-6

Artikel (Auswahl)
- Stephenson F. R., Morrison, L. V.: Long-term changes in the rotation of the earth - 700 B.C. to A.D. 1980.
 Philosophical Transactions of the Royal Society of London, Series A, vol. 313 (1984), S. 47–70.
- Stephenson, F. R.: Historical Evidence concerning the Sun: Interpretation of Sunspot Records during the Telescopic and Pretelescopic Eras.
 Philosophical Transactions of the Royal Society of London, Series A, vol. 330, issue 1615 (1990), S. 499–512.
- Stephenson F. R., Morrison, L. V.: Long-Term Fluctuations in the Earth's Rotation: 700 BC to AD 1990.
 Philosophical Transactions: Physical Sciences and Engineering, vol. 351, issue 1695 (1995), S. 165–202.
- Stephenson, F. R., Green, D. A.: A reappraisal of some proposed historical supernovae.
 Journal for the History of Astronomy, vol. 36, part 2, no. 123 (2005), S. 217–229. (online)
- Stephenson, F. R., Green, D. A.: A Catalogue of "Guest Stars" Recorded in East Asian History from Earliest Times to A.D. 1600.
 Journal for the History of Astronomy, vol. 40 (2009), S. 31–54